# 岩藻糖醇
岩藻糖醇又稱L-岩藻糖醇，源自岩藻多醣，是北大西洋中一種稱為墨角藻（Fucus vesiculosus）的海藻中發現的糖醇，亦可由岩藻糖還原得到。